# Хотмижський повіт
Хотмижський повіт — адміністративно-територіальна одиниця Російської імперії. Входив до складу Бєлгородської провінції Бєлгородської губернії (1727—1779), Харківського намісництва (1780—1796) і Курської губернії (1802—1838) Повітовим центром було місто Хотмижськ (нині село у Борисовському районі Бєлгородської області).

## Історія

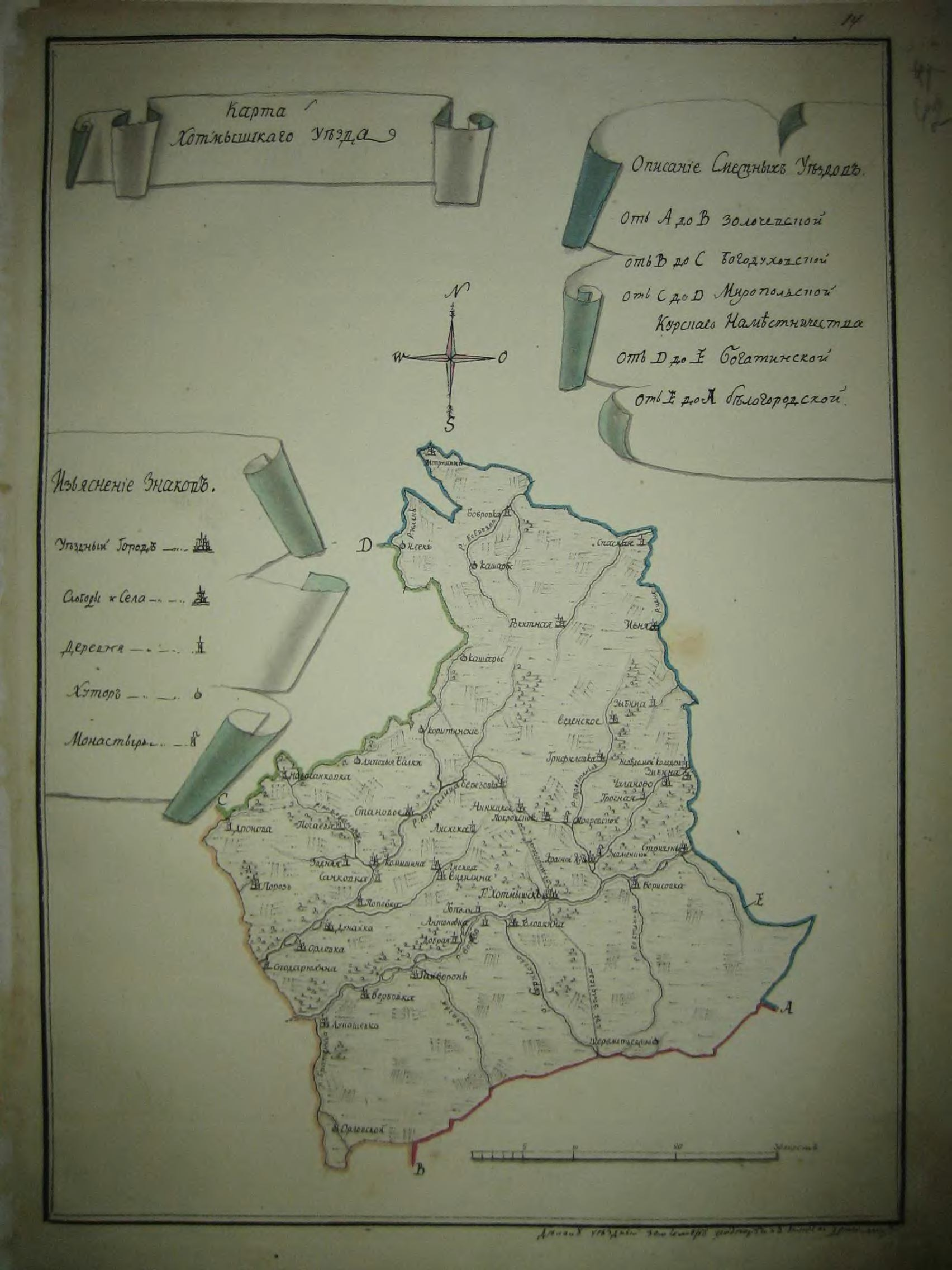
Мапа Хотмизького повіту Харківського намісництва у 1787 році.

Хотмижський повіт був створений у 1727 році у складі Бєлгородської провінції новоствореної в рамках адміністративної контр-реформи Катерини І Бєлгородської губернії. Повітовим містом стала одна з фортець Бєлгородської черти — місто Хотмижськ.
У 1779 році Бєлгородська губернія була ліквідована, а її частини, де переважало українське населення, у тому числі і Хотмижській повіт, увійшли до Харківщини. 
1780 року було створено Хотмижський повіт у Харківському намісництві з колишнього Хотмижського повіту Бєлгородської губернії та кількох населених пунктів Краснопільського повіту Миропільського комісарства Сумської провінції Слобідсько-Української губернії.
У 1797 році Хотмижський повіт був переданий до Курської губернії, але він був ліквідований, а його територія увійшла до Бєлгородського повіту Курської губернії.
У 1802 році Хотмизький повіт був відновлений у складі Курської губернії.
Але Хотмижськ поступово втрачав своє адміністративне і економічне значення, він поступався за чисельністю населення казенній слободі Грайворон, яка перебувала на перетині стовпових доріг, що надавало їй більшої привабливості у ярмарковій торгівлі. Тому у 1838 році центр повіту був перенесений до міста Грайворон, який був утворений з однойменної казенної слободи. Хотмижський повіт був перейменований у Грайворонський, а місто Хотмижськ перетворено на позаштатне місто у складі Грайворонського повіту Курскої губернії.